# Song from Two for the Seesaw (Second Chance)
Song from Two for the Seesaw (Second Chance) ist ein Lied aus dem Soundtrack des Films Spiel zu zweit (Two for the Seesaw) von 1962 mit Robert Mitchum und Shirley MacLaine in den Hauptrollen. Komponiert wurde der Song von André Previn, getextet von Dory Previn. Gesungen wurde er im Film von Jackie Cain.

## Geschichte
André und Dory Previn waren zu dieser Zeit miteinander verheiratet. Im Filmmusik-Journal hieß es, der Song stelle „ein wunderbares Stück Musik in trefflich melancholischem Jazz“ dar, den Previn in dem Lied immer wieder aufgreife. So begleiteten „die Solotrompete und das Saxophon Robert Mitchums Charakter“ und machten „seine Einsamkeit und Leere, die ihn nach der Trennung von seiner Frau“ umgebe, fühlbar.
Bei der Oscarverleihung 1963 waren die Previns für und mit dem Lied in der Kategorie „Bester Song“ für einen Oscar nominiert, der jedoch an Henry Mancini und Johnny Mercer und ihren Song Days of Wine and Roses aus dem Film Die Tage des Weines und der Rosen (Days of Wine and Roses) ging.
Gecovert wurde der Song unter anderem von Ella Fitzgerald sowie von Sammy Davis, Jr., später auch von Carmen McRae. Irene Kral coverte den Song ebenfalls, veröffentlicht wurde er aber erst viele Jahre nach ihrem Tod.
Das Lied wurde sowohl gesungen als auch instrumental eingespielt. Für den Film wurde eine Instrumentalversion mit dem Orchester von Les Baxter eingespielt. Fred Karlin coverte das Instrumental 1995, Gary Smulyan 1997 und das Charlie Shoemake/Terry Trotter Quartette im September 2009.